# Gogita Gogoea
Gogita Gogua (Georgisch: გოგიტა გოგუა, Gogita Gogoea) (Tsjchorotskoe, 4 oktober 1983) is een voetballer uit Georgië, die sinds 2021 onder contract staat bij Sioni Bolnisi. Hij speelt als middenvelder.

## Interlandcarrière
Gogua speelde sinds 2005 in totaal 27 officiële interlands (één doelpunt) voor het Georgisch voetbalelftal.
| Interlanddoelpunten | Interlanddoelpunten | Interlanddoelpunten | Interlanddoelpunten | Interlanddoelpunten | Interlanddoelpunten | Interlanddoelpunten |
| #                   | Datum               | Locatie             | Tegenstander        | Goal(s)             | Uitslag             | Wedstrijd           |
| ------------------- | ------------------- | ------------------- | ------------------- | ------------------- | ------------------- | ------------------- |
| 1                   | 12/11/2005          | Sofia, Bulgarije    | Bulgarije           | 90'                 | 6–2                 | Oefeninterland      |